# Сова-голконіг філіпінська
Сова́-голконі́г філіпінська (Ninox philippensis) — вид совоподібних птахів родини совових (Strigidae). Ендемік Філіппін.

## Опис

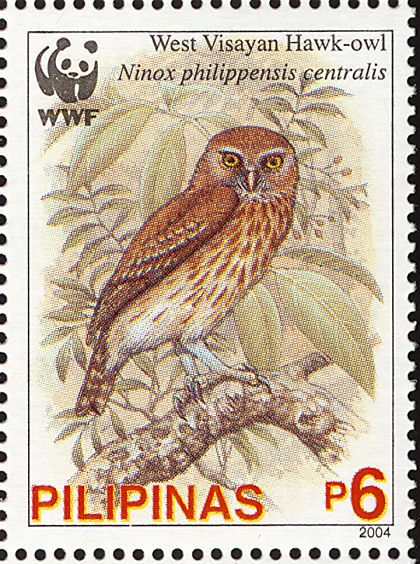
Філіпінська сова-голконіг

Довжина птаха становить 15—18 см, вага 120—142 г. Верхня частина тіла коричнева, плечі і верхні покривні пера крил поцятковані білими плямами овальної форми. Над очима білі «брови», під дзьобом білі «вуса», які формують на обличчя хрестоподібний візерунок. Хвіст темно-коричневий, поцяткований вузькими білими смужками. Підборіддя білувате, решта нижньої частини тіла охристо-білувата, поцяткована широкими вертикальними іржасто-коричневими смужками. Нижня сторона хвоста біла. Очі оранжево-жовті, дзьоб оливковий з жовтим кінчиком, лапи оперені, пальці жовтуваті, кігті темно-рогові з чорнуватими кінчиками.

## Підвиди
Виділяють три підвиди:
- N. p. philippensis Bonaparte, 1855 — острови Лусон, Панай, Негрос, Бохоль, Самар, Лейте, а також сусідні острови Біліран, Боракай, Буад[en], Карабао[en], Катандуанес, Гуймарас, Лубанг, Маріндук, Масбате, Полілло і Семірара[en];
- N. p. ticaoensis duPont, 1972 — острів Тікао[en];
- N. p. centralis Mayr, 1945 — острів Сікіхор.

За результатами молекулярно-генетичних досліджень і за результатами аналізу вокалізацій виявилося, що філіпінська сова-голконіг насправді являє собою комплекс видів. Мінданайські, сулуйські, східні і міндорійські сови-голконоги, які раніше вважалися підвидами філіппінської сови-голконога, були визнані окремими видами. Крім того, за генетичними і вокальними відмінностями описано ще один новий підвид і два нових види — каміґуїнську сову-голконога і себуйську сову-голконога

## Поширення і екологія
Філіпінські сови-голконоги мешкають на півночі і в центрі Філіппінського архіпелагу. Вони живуть у вологих рівнинних і гірських тропічних лісах, на узліссях і у вторинних заростях, на висоті до 1800 м над рівнем моря, переважно на висоті до 1000 м над рівнем моря. Живляться комахами, іншими безхребетними і невеликими хребетними. Гніздяться в дуплах дерев.